# Diospyros vieillardii
Diospyros vieillardii là một loài thực vật có hoa trong họ Thị. Loài này được (Hiern) Kosterm. mô tả khoa học đầu tiên năm 1977.